# Baetis monikae
Baetis monikae is een haft uit de familie Baetidae. De wetenschappelijke naam van de soort is voor het eerst geldig gepubliceerd in 1980 door Kopelke.
De soort komt voor in het Afrotropisch gebied.